# Nogometna Superliga Kosova
Superliga (alb. Superliga e Futbollit të Kosovës) je kosovska nogometna liga, a njome upravlja Kosovski nogometni savez. Liga broji 12 klubova koji trokružnim sistemom u sezoni igraju 33 utakmice. Završetkom prvenstva posljednje tri momčadi na prvenstvenoj tablici ispadaju u niži rang natjecanja.
Liga je osnovana 1945. te je bila potdivizija jugoslavenske nogometne lige a kasnije i SRJ. Sezona 1998./99. nije odigrana zbog Rata na Kosovu, a od sezone 1999./00. igra se novoosnovana liga UNMIK. Nakon kosovskog proglašenja neovisnosti 17. veljače 2008. liga je preimenovana u Raiffeisen nogometnu Superligu.

## Prvaci Kosova kroz povijest

### Nezavisna kosovska liga (unutar SRJ)
| - 1990./91.: KF Fushë Kosova - 1991./92.: KF Priština - 1992./93.: FK Trepča Kosovska Mitrovica - 1993./94.: KF Dukagjini Klinë - 1994./95.: KF Liria - 1995./96.: KF Priština - 1996./97.: KF Priština - 1997./98.: KF Besa (zbog kosovskog rata nisu odigrane sve prvenstvene utakmice) - 1998./99.: prvenstvo nije održano zbog Rata na Kosovu |

### Razdoblje od rata na Kosovu do nezavisnosti
| - 1999./00.: KF Priština - 2000./01.: KF Priština - 2001./02.: KF Besiana Podujevo - 2002./03.: KF Drita Gnjilane - 2003./04.: KF Priština - 2004./05.: KF Besa Peć - 2005./06.: KF Besa Peć - 2006./07.: KF Besa Peć |

### Razdoblje nakon nezavisnosti
| - 2007./08.: KF Priština - 2008./09.: KF Priština - 2009./10.: KF Trepça Kosovska Mitrovica - 2010./11.: KF Hysi Podujevo - 2011./12.: KF Priština - 2012./13.: KF Priština - 2013./14.: KF Kosova Vučitrn - 2014./15.: KF Feronikeli Glogovac - 2015./16.: KF Feronikeli Glogovac - 2016./17.: KF Trepça'89 Kosovska Mitrovica - 2017./18.: KF Drita Gnjilane - 2018./19.: KF Feronikeli Glogovac - 2019./20.: KF Drita Gnjilane - 2020./21.: KF Priština - 2021./22.: FC Ballkani - 2022./23.: FC Ballkani - 2023./24.: FC Ballkani |

## Vanjske poveznice
- Službena web-stranica
- Futbolli 1991-2011 20 vjet mëvetësim
- Kosovo - List of Champions
- Historiku i FFK-së